# Strömstad
Strömstad er en by i Strömstads kommun, Västra Götalands län i landskabet Bohuslän i Sverige, der fik bystatus i 1676. Byen ligger ved grænsen til Norge, og havde 7.226 indbyggere i 2008.
Byen blev grundlagt da Bohuslän gik fra at være en del af Danmark-Norge til en del af Sverige i 1658 ved Roskildefreden, hvor Bohuslän overgik fra Norge til Sverige. Den brændte i 1675, men allerede året efter fik den by-status. Den blev en vigtig bade- og spa-by i midten af 1800-tallet, og den blev også kendt som som kong Oscar Is feriested. Dens tætte placering til Norge kan ses i hele byen, og både biler og både ankommer dagligt fra Norge. På trods af sin relativt lille størrelse, så er byen livlig hele året grundet dens internationale færgeforbindelse til Sandefjord i Norge. Dette ses særligt i Påsken (i særdeleshed Skærtorsdag) og i sommermånederne juni og juli, hvor tusindevis af turister fra Norge besøger Strömstad.

## Historie

### Forhistorisk tid
De første kendte indvandrere til Bohuslän kom engang mellem 5500 og 4000 f.Kr. og slog sig ned ved Lihult ved siden af søen Lången i den østlige del af Strömstad kommune. Lihult-kulturen er kendt for sine stenøkser af grønsten, som havde et karakteristisk design. Lihulterne importerede grønsten, som blev bearbejdet til eksport i regionen.
Strömstad har fortidsminder og kulturmiljøer fra den ældre stenalder og frem. I området er der megalitiske grave, dommerringe (dvs. gravmonumenter med ni sten i cirkel), varder og helleristninger. Et af de vigtigste kulturmiljøer i landet er området ved Blomsholm med markante minder om skibsfart, dommerringe, høje og gravpladser.

### 16. og 17. århundrede
Ved udløbet fra Strömsvattnet blev trælastepladsen Strömmen anlagt i løbet af 1500-tallet. Efter at Bohuslän blev svensk efter Roskildefreden i 1658, opstod der et behov for, at en by i den nordlige del af landskabet skulle aflede handelen på Sveriges vestkyst fra Fredrikshald (nu Halden) i Norge. Strömmen fik rettighed som köping (markedsplads uden stadsprivilegium) i 1667 som lydköping under Göteborgs stad, Marstrand stad og Uddevalla stad. Det er ikke helt klart, hvornår stadsprivilegier (svarende til det danske købstad) blev opnået. I et kongebrev i 1672 kaldes samfundet "byen Strömstad" og havde allerede organiseret et bystyre med en borgmester og et råd. Den første borgmester hed Anders Jutterbock. Stadsprivilegierne blev formelt bekræftet af Karl XI den 15. april 1676.
Den første byplan "avrijtat anno 1695" af Johan Kempenschiöld omfatter nogle grunde langs sydsiden af floden og ved kysten. Byens daværende grundstruktur med kirke og plads stemmer overens med nutidens.
På grund af sin beliggenhed nær grænsen til Norge har Strömstad været ramt af konflikter mellem de nordiske lande. Allerede i 1675 brændte og raserede den danske general Gyldenløve byen og holdt den besat indtil Freden i Lund i 1679.

### 1700-tallet
Under krigen mod Norge 1716–1718 var Strömstad hovedkvarter for Karl XII. I Strömstad boede Karl XII hos borgmester Ivar Olofsson Kamp, hvis hus lå omtrent der, hvor politistationen har sin baggård i dag. De sidste rester af Kamps hus blev revet ned i 1991.
I 1717 blev Strömstad udsat for to angreb af en dansk flådestyrke under Tordenskjold. Tropper blev landet den 8. juli, men blev mødt af 1 800 svenskere under generalmajor Johan Giertta og smidt tilbage. Den 3. august blev endnu et angreb slået tilbage. Et monument på Laholmen står som minde om de hårde kampe. I løbet af april–oktober 1718 blev riget styret fra borgmester Kamps hus. Her planlagdes også det fatale angreb på fæstningen Fredriksten, som endte med kongens død den 30. november 1718.
Linné-disciplen Pehr Kalm besøgte Strömstad og Koster-øerne i sommeren 1742 og sammenfattede i "Resa till Bohuslän" sine indtryk af Nordbohuslängen: “Overalt var folk af begge køn arbejdsomme og flittige, dog sikkert ikke mere flittige end flertallet af fiskerne, de dovne var sjældne her... Ellers kan det siges at være et meget fromt og godt folk, autoritetstro, lydige mod deres overordnede, lydige mod sine lærere, venlige og enige indbyrdes og imellem, træge med deres sysler. Falskhed og et forstillet væsen har endnu ikke haft tid til at slå rod her."
Efter en længere periode med ro blev freden brudt i 1788, da prins Karl af Hessen flyttede ind i Bohuslän over Svinesund og besatte Strömstad for en kort tid. Denne gang var der ingen vold, i stedet var der et venskabeligt forhold mellem angriberne og byens indbyggere.
I løbet af 1700-tallet udviklede byen sig, i høj grad takket være rige forekomster af sild. Strömstad havde omkring 1750 omkring 300 indbyggere, men det til tider meget gode og indbringende sildefiskeri gav et økonomisk løft. I 1805 var befolkningen steget til næsten 1 100.

### 1800-tallet
I april 1808 forsøgte en norsk eskadron under kommando af kaptajn Motzfeldt at lande i Strömstad. Angrebet endte med, at den norske styrke trak sig tilbage. I mange år blev sejren fejret i byparken med en årsfest den 27. april. I 1827 blev en ung mand dog såret af en eksploderende salutkanon, hvorved Karl XIV Johan forbød byen fortsat at fejre dette minde.
I slutningen af 1700-tallet blev Strömstad kendt som et bade- og kursted. Løvekilden uden for Surbrunn havde allerede i 1782 et godt ry som sundhedskilde og blev flittigt brugt af brøndgæster gennem det 19. århundrede. Siden 1786 lå Sveriges første opvarmede badehus i Bojarkilen. I løbet af 1800-tallet blev der bygget to nye termiske badehuse omtrent der, hvor nutidens badehus ligger. Den daværende kronprins Oscars (senere Oscar I) gentagne besøg var medvirkende til, at Strömstad blev et af landets mest populære strandresorter.
Emilie Flygare-Carlén blev født i Strömstad. Hun blev en af det 19. århundredes mest læste og udbredte forfattere i Sverige.
Søfartsbyen Strömstad udviklede sig i løbet af 1800-tallet, hvor mange skibe i kysttrafik havde hjemmehavn her. Kystfiskeri og småskala skibsfart blev vigtige industrier for byen.

### 20. århundrede
I løbet af det 20. århundrede fik handel og visse tjenesteydelser en stigende betydning, ligesom fiskeindustrien, konservesindustrien og mekaniske værksteder. Turist- og serviceerhvervene er sammen med den omfattende grænsehandel fortsat de vigtigste erhverv i kommunen.
Omkring århundredeskiftet i 1900 fik stenhuggerindustrien et stort løft, som varede indtil 1930'erne. Krokstrands samfund var på dette tidspunkt større end Strömstad. Bohusläns ældste Folkets hus, der rummede arbejderbevægelsens forsamlingslokaler, er stadig bevaret midt i det gamle stenhuggersamfund og bruges til sammenkomster og forskellige kulturelle arrangementer.
I 1912 blev sangen Kostervalsen skrevet af David Hellström og Göran Svenning. Kostervalsen blev en såkaldt landeplage i flere årtier fremover.
Strömstads største kulturelle personlighed er kunstneren Inge Schiöler (1908–1971). Schiöler hører til de fremmeste af de såkaldte Gøteborgkoloristerne. Mange af hans motiver er hentet fra Strömstads rige skærgård.
I begyndelsen af 1970'erne begyndte man at planlægge opførelsen af en boreplatform. Arbejdet begyndte i den nordlige del af byen, i et område kaldet Kebal. Her fremstilledes bundfundamentet, som senere blev bugseret videre til Kålvik nord for Strömstad. Kålvik blev udvidet til at blive en havn med en såkaldt dybvandsplacering og en fri sliske dyb nok til at klare den endelige bugsering af platformen ud til Nordsøen. I forbindelse med byggeriet, der varede fem år, blev infrastrukturen opgraderet.
Ved tre lejligheder i løbet af det 20. århundrede har Strömstad befundet sig tæt på internationale konflikter. Ved opløsningen af den union mellem Sverige og Norge i 1905 var der i en periode store spændinger ved grænsen. Militæret havde besat byen, og den svenske flåde var i høj beredskab. Under Første Verdenskrig 1914–18 blev tropper flyttet til Strömstad, landstormen blev mobiliseret og flåden besøgte byen. Under Anden Verdenskrig 1939–45 grænsede Strömstad op til en krigszone, og to tyske fly blev skudt ned over byen. Mange indbyggere i Strömstad hjalp den norske modstandsbevægelse.
Som et symbol på båndene mellem Norge og Sverige blev Svinesundbroen indviet den 15. juni 1946 af kong Håkon VII og kronprins Gustaf Adolf] . Næsten tres år senere, den 10. juni 2005, blev den nye bro indviet af kongerne Carl XVI Gustaf og Harald V.

## Galleri
- Strömstads rådhus
- Strömstads kirke
- Havnen ved Strömstads centrum, med blandt andet Societetshuset Skagerack, 2006